# Iglesia de Santa Ana (Brea de Aragón)
La iglesia de Santa Ana del municipio zaragozano de Brea de Aragón es un templo parroquial católico adscrito al arciprestazgo del Bajo Jalón de la diócesis de Tarazona.
Es una iglesia situada en el centro del pueblo, de estilo gótico tardío, concretamente entre junio de 1554 y noviembre del año siguiente.Intervinieron en su construcción los canteros vizcaínos Juan de Gorostiza, Domingo de Lizarza (o Yarza) y Juan Pérez. A ella se puede acceder por dos puertas; la principal, situada debajo del óculo que ilumina el coro de la iglesia y la secundaria, situada en un lateral de la nave que conectaba directamente con el antiguo cementerio. La nave es única con capillas a los laterales conectadas entre sí. Una de las capillas está dedicada a la patrona del pueblo, la Virgen del Rosario, a la que el pueblo le muestra especial devoción.

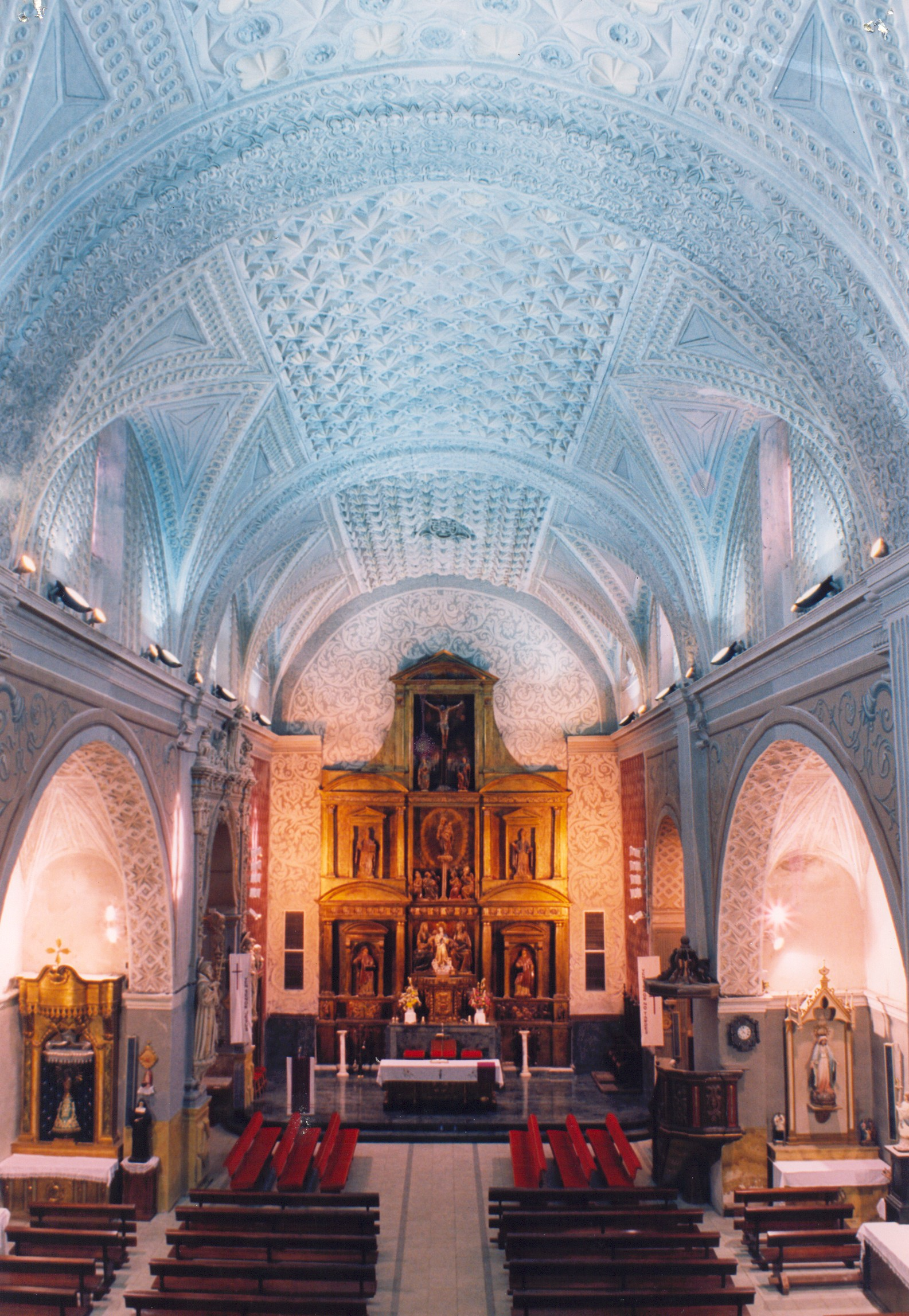
altar y nave de la Iglesia Parroquial de Santa Ana, Brea de Aragón